# Carpe Diem (låt)
Carpe Diem är en låt av slovenska indierockbandet Joker Out, som släpptes 4 februari 2023. Låten representerade Slovenien i Eurovision Song Contest 2023 efter att ha blivit vald av Radiotelevizija Slovenija den 8 december 2022.

## Eurovision Song Contest
Den 15 september 2022 bekräftade RTVSLO att landet skulle delta i Eurovision Song Contest 2023 i Liverpool. Sändningsföretaget tänkte från början välja ut sitt bidrag i en nationell tävling, vilket ofta varit fallet, men valde senare att välja ut sitt bidrag internt. Den 8 december 2022 bekräftade RTVSLO att Joker Out skulle representera landet i Liverpool och att deras låt skulle presenteras i specialprogrammet Misija Liverpool (Uppdrag Liverpool) den 4 februari 2023.
Låten framfördes i den andra semifinalen där den slutade på en femte plats med 103 poäng och gick därmed vidare till finalen där den slutade på tjugoförsta plats med 78 poäng.